# Fred Hoiberg
Fredrick Kristian "Fred" Hoiberg (Lincoln, Nebraska, 15 de octubre de 1972) es un exjugador y actual entrenador de baloncesto estadounidense que jugó diez temporadas en la NBA. Con 1,93 metros de estatura, jugaba en la posición de escolta. Actualmente entrena a los Cornhuskers de la Universidad de Nebraska.

## Trayectoria deportiva

### Universidad
Jugó durante cuatro temporadas con los Cyclones de la Universidad Estatal de Iowa, en las que promedió 15,8 puntos, 5,9 rebotes y 2,8 asistencias por partido. En su primera temporada fue elegido novato del año de la Big Eight Conference por Associated Press tras promediar 12,1 puntos por partido y batir el récord de su universidad al convertir 34 tiros libres consecutivos. En su última temporada, tras promediar 19,9 puntos por partido, fue elegido en el mejor quinteto de la conferencia y además Atleta del Año de la misma. Su camiseta con el número 32 fue retirada por su universidad como homenaje en 1997.

#### Estadísticas
| Año     | Equipo     | PJ  | PT  | MPP  | %TC  | %3P  | %TL  | RPP | APP | ROB | TPP | PPP  |
| ------- | ---------- | --- | --- | ---- | ---- | ---- | ---- | --- | --- | --- | --- | ---- |
| 1991–92 | Iowa State | 34  | 32  | 30.5 | .573 | .260 | .806 | 5.3 | 2.5 | 1.9 | .2  | 12.1 |
| 1992–93 | Iowa State | 31  | 31  | 32.8 | .550 | .367 | .816 | 6.3 | 3.0 | 1.8 | .0  | 11.6 |
| 1993–94 | Iowa State | 27  | 26  | 36.0 | .535 | .450 | .864 | 6.7 | 3.6 | 1.7 | .1  | 20.2 |
| 1994–95 | Iowa State | 34  | 34  | 36.8 | .438 | .412 | .861 | 5.6 | 2.2 | 1.1 | .1  | 19.9 |
| Total   | Total      | 126 | 123 | 34.0 | .511 | .400 | .844 | 5.9 | 2.8 | 1.6 | .1  | 15.8 |

### Profesional
Fue elegido en la quincuagésimo segunda posición del Draft de la NBA de 1995 por Indiana Pacers, donde jugó 4 temporadas, siempre como suplente, siendo la más destacada la segunda, la temporada 1996-97, en la que promedió 4,8 puntos y 1,7 rebotes por partido.
En 1999 se convirtió en agente libre, fichando por Chicago Bulls. Allí dispuso de más minutos de juego, lo que se tradujo en una mejora en sus estadísticas hasta los 9,0 puntos y 3,5 rebotes en su primera temporada, desempeñando labores de sexto hombre, y 9,1 y 4,2 en la segunda.
La llegada de Jalen Rose y Trenton Hassell en 2001 le restó protagonismo, jugando dos temporadas más en las que sus minutos de juego acabaron reduciéndose a poco más de 10 por partido. En 2003, una vez terminado el contrato con los Bulls, fichó por los Minnesota Timberwolves, donde se reconvirtió en un especialista en lanzamientos desde la línea de 3 puntos. Saliendo desde el banquillo, en su primera temporada promedió 6,7 puntos y 3,4 rebotes por partido, acabando además con el cuarto mejor porcentaje de triples de la liga, por detrás de Anthony Peeler, Brent Barry y Brian Cardinal, con un 44,2% de acierto.
Al año siguiente se convirtió en el mejor tirador de tres puntos de la NBA, al anotar 70 de los 143 que intentó, con un porcentaje del 48,3%. A pesar de ello, al finalizar la temporada decidió retirarse.

### Entrenador
Nada más retirarse, aceptó el puesto de asistente del General Manager de los Timberwolves, siendo rápidamente promocionado a vicepresidente de operaciones de baloncesto. en 2010 se hizo cargo del banquillo de su alma mater, firmando un contrato por cinco temporadas por un salario anual de 800.000 dólares. En su primera temporada al frente del equipo acabó con un balance de 16 victorias y 16 derrotas, ocupando la última posición de la Big 12 Conference.
El 2 de junio de 2015, fue contratado por Chicago Bulls bajo un contrato de 5 años por $25 millones.
Tras tres temporadas, en las que solo alcanzaron una vez los playoffs (perdiendo en primera ronda), y tras el mal inicio de la campaña 18-19, el 3 de diciembre de 2018, fue destituido de sus funciones de entrenador principal de la franquicia de Illinois.
El 30 de marzo de 2019, Hoiberg fue nombrado entrenador de los Cornhuskers de la Universidad de Nebraska.

## Estadísticas de su carrera en la NBA
|  | Líder de la liga |

### Temporada regular
| Año     | Equipo    | PJ  | PT | MPP  | %TC  | %3P  | %TL   | RPP | APP | ROB | TPP | PPP |
| ------- | --------- | --- | -- | ---- | ---- | ---- | ----- | --- | --- | --- | --- | --- |
| 1995–96 | Indiana   | 15  | 1  | 5.7  | .421 | .333 | .833  | .6  | .5  | .4  | .1  | 2.1 |
| 1996–97 | Indiana   | 47  | 0  | 12.2 | .429 | .414 | .792  | 1.7 | .9  | .6  | .1  | 4.8 |
| 1997–98 | Indiana   | 65  | 1  | 13.4 | .383 | .376 | .855  | 1.9 | .7  | .6  | .0  | 4.0 |
| 1998–99 | Indiana   | 12  | 0  | 7.3  | .286 | .111 | 1.000 | .9  | .3  | .0  | .0  | 1.6 |
| 1999–00 | Chicago   | 31  | 11 | 27.3 | .387 | .340 | .908  | 3.5 | 2.7 | 1.3 | .1  | 9.0 |
| 2000–01 | Chicago   | 74  | 37 | 30.4 | .438 | .412 | .866  | 4.2 | 3.6 | 1.3 | .2  | 9.1 |
| 2001–02 | Chicago   | 79  | 8  | 17.8 | .416 | .261 | .840  | 2.7 | 1.7 | .8  | .1  | 4.4 |
| 2002–03 | Chicago   | 63  | 0  | 12.4 | .389 | .238 | .820  | 2.2 | 1.1 | .6  | .1  | 2.3 |
| 2003–04 | Minnesota | 79  | 3  | 22.8 | .465 | .442 | .845  | 3.4 | 1.4 | .8  | .1  | 6.7 |
| 2004–05 | Minnesota | 76  | 0  | 16.7 | .489 | .483 | .873  | 2.4 | 1.1 | .7  | .2  | 5.8 |
| Total   | Total     | 541 | 61 | 18.4 | .431 | .396 | .854  | 2.7 | 1.6 | .8  | .1  | 5.4 |

### Playoffs
| Año   | Equipo    | PJ | PT | MPP  | %TC  | %3P  | %TL   | RPP | APP | ROB | TPP | PPP |
| ----- | --------- | -- | -- | ---- | ---- | ---- | ----- | --- | --- | --- | --- | --- |
| 1998  | Indiana   | 2  | 0  | 10.0 | .375 | .500 | 1.000 | 2.0 | .5  | .5  | .0  | 4.5 |
| 1999  | Indiana   | 4  | 0  | 5.0  | .500 | —    | —     | .8  | .5  | .8  | .0  | 1.0 |
| 2004  | Minnesota | 18 | 0  | 24.3 | .453 | .458 | .938  | 3.7 | 1.3 | .9  | .0  | 6.4 |
| Total | Total     | 24 | 0  | 19.9 | .449 | .460 | .944  | 3.0 | 1.1 | .8  | .0  | 5.3 |